# Мидланд (Вирџинија)
Мидланд (енгл. Midland) насељено је место без административног статуса у америчкој савезној држави Вирџинија.

## Демографија
По попису из 2010. године број становника је 218.
| Група             | 2000.    | 2010.       |
| Белци             | 0 (0,0%) | 173 (79,4%) |
| Афроамериканци    | 0 (0,0%) | 20 (9,2%)   |
| Азијати           | 0 (0,0%) | 2 (0,9%)    |
| Хиспаноамериканци | 0 (0,0%) | 24 (11,0%)  |
| Укупно            | 0        | 218         |